# HD 171028
HD 171028 är en ensam stjärna belägen i den mellersta delen av stjärnbilden Ormbäraren. Den har en skenbar magnitud av ca 8,29 och kräver åtminstone en stark handkikare eller ett mindre teleskop för att kunna observeras. Baserat på parallax enligt Gaia Data Release 2 på ca 8,9 mas, beräknas den befinna sig på ett avstånd på ca 365 ljusår (ca 112 parsek) från solen. Den rör sig bort från solen med en heliocentrisk radialhastighet på ca 13 km/s.

## Egenskaper
HD 171028 är en gul till vit stjärna i huvudserien av spektralklass G0 V. Den har en effektiv temperatur av ca 5 000 till 6 000 K.

## Planetsystem
År 207 upptäcktes en exoplanet som kretsar kring HD 171028.
| Planet | Massa    | Halv storaxel (AE) | Siderisk omloppstid (d) | Excentricitet | Inklination | Radie |
| ------ | -------- | ------------------ | ----------------------- | ------------- | ----------- | ----- |
| b      | ≥1,98 MJ | 1,32               | 550 ± 3                 | 0,59 ± 0,01   | -           | -     |